# Santiago (Armamar)
Santiago ist eine Gemeinde (Freguesia) im portugiesischen Kreis Armamar. In der Gemeinde lebten 116 Einwohner (Stand 30. Juni 2011).
Am 29. September 2013 wurden die Gemeinden Santiago und São Romão zur neuen Gemeinde União das Freguesias de São Romão e Santiago zusammengefasst.